# Gheorghe Cătană

Generalul Gheorghe Cătană.

Gheorghe Cătană a fost un general român.
A urmat Cursul de perfecționare de pe lângă Academia Militară Generală (martie - august 1951), Academia Militară Politică - Facultatea de Aviație (1951 - 1953), general locotenent (r)
Șef Secție Muncă organizatorică de partid și șef al Direcției Organizare din D.S.P.A.
În perioada 20 octombrie 1961 - 10 august 1963 generalul-maior (cu 1 stea) Gheorghe Cătană a fost comandantul Comandamentului Trupelor de Grăniceri. Șeful Direcției Cadre din M.F.A. (1963 - 1972), secretar al Consiliului Politic al C.A.A.T. și comandant al Aeroportului Internațional Otopeni.

## Distincții
- Ordinul 23 August clasa a III-a (10 august 1964) „pentru merite deosebite în opera de construire a socialismului, cu prilejul celei de a XX-a aniversări a eliberării patriei”[1]